# Brezov krasnik
Brezov krasnik (znanstveno ime Agrilus anxius) je vrsta hrošča iz družine krasnikov, ki je drevesni škodljivec.

## Opis in biologija
Odrasli brezovi krasniki dosežejo v dolžino med 7 in 12 mm, samice pa so večje od samcev. Gre za vitke hroščke s kovinskim, bakreno-bronastim leskom. Življenjski krog traja eno ali dve leti, odvisno od klimatskih razmer. Samica odloži približno 75 jajčec posamično ali v majhnih skupinah v razpoke pod plasti odstopajočega lubja gostiteljskega drevesa. Iz jajčec se po 14 dneh izležejo ličinke, ki se zavrtajo med skorjo in les in tam dolbejo rove, ki so napolnjeni s trdno zbito črvino. V odpornih gostiteljskih drevesih so rovi dolgi do 25 cm, v zelo občutljivih pa celo do 125 cm. Pri drevesih s tanko skorjo je včasih opazen potek rovov pod skorjo zaradi oblikovanja kalusa ob rovih.
V času razvoja ličinke preidejo skozi štiri faze in so pred zabubljenjem dolge med 8 in 20 mm. Ličinka ima majhno, rjavo glavo, ki je ugreznjena v širok oprsni segment. Na koncu zadkovega segmenta sta dva temno rjava trda izrastka, ki sta značilna za ličinke krasnikov iz rodu Agrilus. Prezimijo ličinke v katerikoli razvojni stopnji, zadnja razvojna stopnja pa se nato zabubi v aprilu ali maju. Bubilnica je v lesu, tik pod kambijem. Buba je v začetku bledo kremasta, nato pa postaja temnejša in je pred izleganjem bronaste do črne barve. Po preobrazbi odrasli hrošči zapustijo gostiteljsko drevo od maja do julija skozi značilne izhodne odprtine v obliki velike črke D, ki so široke od 3 do 5 mm. Hrošči nato živijo 2 do 5 tednov.

## Škodljivost
Škodljivec je ličinka, ki se hrani z lesom pod skorjo gostiteljskega drevesa. Zaradi prekinitve pretoka sokov v skorji in lesu začnejo odmirati veje v krošnji, posuši pa se lahko tudi celo drevo. Odrasli hrošči se hranijo z listi breze, trepetlike in vrbe, vendar je škoda zanemarljiva.

## Razširjenost
Vrsta izvira iz Severne Amerike, danes pa je prisotna tudi po Evropi. predvsem v delih s toplejšim podnebjem.